# Vista Florida (Paita)
Vista Florida es un caserío peruano ubicado en el distrito de Vichayal, perteneciente a la provincia de Paita del departamento de Piura, al norte del Perú. 

## Ubicación
Vista Florida se ubica al noroeste de la provincia de Paita, en el distrito de Vichayal, en el departamento de Piura. Se ubica al margen izquierda del río Chira. 

## Demografía
En 2017 Vista Florida tenía una población de 22 habitantes.
| Gráfica de evolución demográfica de Vista Florida entre 1993 y 2017 |
|                                                                     |
| Fuentes: Población 1993 y 2017                                      |